# Marçal Sintes
Marçal Sintes (Vilafranca del Penedès, 1967) és un periodista i professor universitari català. Doctor en periodisme, va estudiar un màster en direcció d'empreses a ESADE. Actualment és director del departament de Periodisme de la Facultat de Comunicació Blanquerna. Va formar part de l'equip fundador de la revista Idees, de la Generalitat de Catalunya i de l'editorial Dèria. Entre 2012 i 2014 fou el director del CCCB.
Ha col·laborat amb diversos mitjans de comunicació com El Mundo, El Periódico, Catalunya Ràdio, TV3 (Els matins), Catalunya Ràdio, COM Ràdio, i El Singular Digital. El 2010 va rebre el Premi Trias Fargas d'assaig polític.

## CCCB
El 19 de desembre del 2011 es va anunciar que seria el proper director del Centre de Cultura Contemporània de Barcelona, més conegut com a CCCB, en substitució de Josep Ramoneda. Abans de ser nomenat director, van sonar altres noms, com els de Francesc-Marc Álvaro, Àngel Castiñeira o fins i tot Joan Manuel Tresserras.
El seu nomenament va tenir certa polèmica per no haver-se celebrat un concurs públic per a ocupar el càrrec i per la seva manca d'experiència en el sector de la gestió cultural. Un cop nomenat director, el PP va presentar una moció instant la Diputació de Barcelona a convocar un concurs públic. El seu president, Salvador Esteve, va desestimar la moció.
Segons les seves pròpies declaracions, Sintes va acceptar el càrrec amb «l'objectiu que el centre funcioni almenys tan bé com ha funcionat fins ara, és un projecte consolidat que ha tingut un gran èxit»
El mes de febrer de 2012 va presentar el programa de 2012, tot defensant un projecte continuista però ambiciós.
L'octubre de 2014 es va anunciar que seria substituït per Vicenç Villatoro, canvi que es va fer efectiu el 31 de desembre de 2014.

## Publicacions

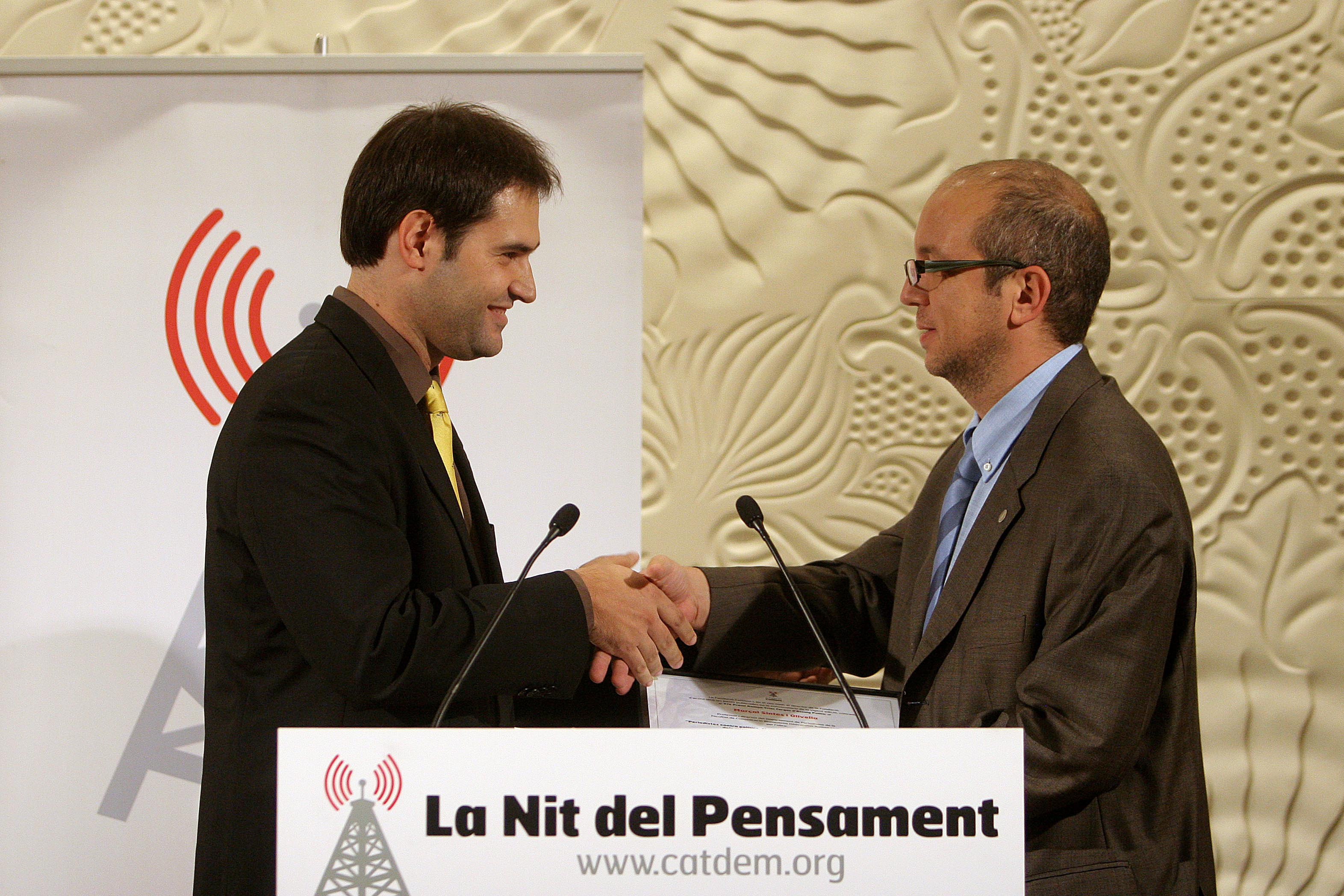
Sintes rebent el premi Ramon Trias Fargas

- 2011 - Periodistes contra polítics (Columna)[10]
- 2001 - Què pensa Ernest Lluch (Dèria i Proa)[11]

## Premis i reconeixements
- 2010 - Premi Trias Fargas d'assaig polític
- 1995 - Premi Recull, per un treball biogràfic sobre Josep Manyé